# فتح تفلیس و نبرد گوگجه
فتح تفلیس و نبرد گوگجه دو نبرد پیرو هم بودند که در سال ۱۶۱۶ میلادی برابر با ۹۹۵ خورشیدی روی می‌دهند. فتح تفلیس رزم ارتش شاه عباس با سربازان و مردم گرجی بود که نهایتاً" با فتح تفلیس تمام شده و پیرو آن نبرد گوگجه رخ می‌دهد که در آن لشکر عثمانی از ارتش صفوی شکست می‌خورد.

## پیش‌زمینه
در سال ۱۶۱۲ میلادی خبر به شاه عباس یکم رسید که طهمورث خان گرجی با عده‌ای از اتباع مسیحی خود به فرمانده قره باغ یورش برده‌اند و او را کشته‌اند، شاه صفوی از اصفهان (پایتخت) به مقصد گرجستان حرکت کرد وقتی به آنجا رسید طهمورث خان گرجی گریخته بود و به شاه عثمانی احمد یکم پناه برده بود و این اقدام او باعث کم رنگ شدن عهدنامه نصوح پاشا گردید.

## کشتار گرجیان و فتح تفلیس
در سال ۱۶۱۶ میلادی، شاه عباس یکم برای سرکوب طغیان و نا آرامی‌های گرجستان، سپاهی بزرگ را به گرجستان گسیل می‌دارد. ارتش ایران با پایداری مردم گرجستان رو به رو می‌گردد و تلفات زیادی می‌دهد. این تلفات باعث می گردد ارتش ایران دست به کشتار وسیعی بزند. به گفته مورخان، در این درگیری ۷۰٬۰۰۰ نفر از سربازان و مردم گرجستان کشته و ۱۳۰٬۰۰۰ نفر به اسیری ارتش ایران در آمدند. با این واقعه عهدنامه نصوح پاشا گسیخته شد.

## تسخیر نخجوان توسط عثمانی و نبرد گوگجه
احمد یکم پادشاه عثمانی پیرو کشتار مردم گرجستان ارتش بزرگی را به فرمان وزیر محمد پاشا به سوی ارتش ایران فرستاد. ارتش عثمانی در سال ۱۶۱۶ میلادی به حلب سوریه رسید و با پیوستن ده‌ها هزار سرباز از آسیای صغیر و خاورمیانه عربی، جمعیت آن تقریباً" ۲ برابر گردید. شاه عباس یکم با به کار گیری ترفندهای نظامی و سیاست زمین سوخته، سپاه عثمانی را در قحطی نگاه داشت و ارتش عثمانی را به چالش انداخت. نیروهای عثمانی به رغم تسخیر نخجوان نتوانستند ایروان را فتح کنند. شاه عباس پس از غلبه بر تفلیس به سمت ارتش عثمانی به راه افتاد. در نبردی که در نزدیکی دریاچه گوگجه روی داد ۴۰۰۰ نفر از قوای عثمانی کشته شدند و عده‌ای از سربازان عثمانی که عقب نشینی کردند با سرما و نهایتاً" خسارات زیادی مواجه شدند.